# Juan Román Riquelme
Juan Román Riquelme (sinh 24 tháng 6 năm 1978 tại San Fernando, Buenos Aires) là một cầu thủ bóng đá người Argentina, chơi ở vị trí tiền vệ tấn công và hiện là chủ tịch của câu lạc bộ Boca Juniors. Anh tuyên bố giải nghệ ở tuổi 36, trong màu áo của Boca Juniors.

## Sự nghiệp bóng đá

### Thời gian đầu
Riquelme sinh tại San Fernando, tỉnh Buenos Aires trong một gia đình nghèo có 10 thành viên. Anh lớn lên ở Don Torcuato. Các câu lạc bộ Argentina Boca Juniors và River Plate phát hiện ra tài năng của Riquelme khi anh là một cầu thủ trẻ ở câu lạc bộ Argentinos Juniors. Anh quyết định khoác áo Boca năm 1995, vì anh là một cổ động viên của câu lạc bộ từ thuở nhỏ. Boca đã trả 800 000 $ để có được chữ ký của Riquelme. Một năm sau, vào ngày 10 tháng 11 năm 1996, Riquelme chơi trận đấu chuyên nghiệp đầu tiên trong màu áo Boca khi gặp Unión de Santa Fe. Hai tuần sau anh ghi bàn thắng đầu tiên trong trận Boca thấng Huracán 6-0.

### Barcelona
Năm 2002, sau 7 mùa bóng thành công tại Boca Juniors, tiền vệ trung tâm Riquelme chuyển tới Barcelona với mức giá chuyển nhượng được công bố là 11 triệu €. Chỉ một thời gian ngắn trước khi rời Boca, em trai của Juan bị bắt cóc. Riquelme đã phải trả tiền chuộc. Anh cho rằng đó là một trong những nguyên nhân mình rời Boca, mặc dù lúc đó đang thảo luận ký hợp đồng mới với câu lạc bộ này.  Huấn luyện viên Barcelona Louis van Gaal coi Riquelme như một "hợp đồng chính trị.." và dửng dưng với anh. Trong một vài lần Van Gaal sử dụng anh, Riquelme bị xếp đá cánh. Anh đánh mất phong độ sau một thời gian dài dự bị, do đó mất chỗ ở đội hình chính. Van Gaal sử dụng anh như cầu thủ dự phòng ở Cúp Tây Ban Nha và vòng bảng Champions League. Anh bị đưa sang Villarreal dưới hình thức cho mượn 1 năm sau đó.

### Villarreal
Tại Villarreal Riquelme có những đồng đội Nam Mỹ, trong đó cả đội trưởng đồng hương Juan Pablo Sorín. Cuối mùa bóng 2004-05, nhật báo Tây Ban Nha Marca trao tặng anh danh hiệu Cầu thủ nghệ sĩ nhất. Anh nằm trong đề cử Cầu thủ xuất sắc nhất thế giới 2005 của FIFA. Với thành tích ấn tượng, Villarreal mua 75% quyền sử dụng Riquelme từ Barcelona với giá 8 triệu euro, phụ thuộc vào phong độ của Villarreal hai mùa tiếp theo, và ký một hợp đồng 4 năm với anh 25% phí chuyển nhượng sẽ trả cho Barça nếu Villarreal bán anh. Một chuyển nhượng kì lạ xảy ra khi đó, ngày 7/12/2005, Villareal đánh bại CLB Pháp Lille OSC để vào vòng bảng Champions League, loại gã khủng lồ Manchester United, để lần đầu xuất hiện trong đầu trường châu lục danh giá. Vì điều khoản chuyển với Barca, Villareal phải chi 1 triệu euro cho CLB xứ Catalan, ngoài ra, hợp đồng còn bao gồm 2 triệu Euro khi Villareal vào bán kết mùa giải 2005-2006, và vào bán kết 2006-2007. Vào mùa giải 2005-2006, Villareal lọt vào bán kết, gặp Arsernal, thủ thành Lehman chặn được cú sút penalty của Riquelme, trận đấu kết thúc với tỉ số 0-0 tại sân El Madrigal

### Trở lại Boca Juniors
Qua lời kể của một số đồng đội của Riquelme, chủ tịch Villareal và HLV Manuel Pellegrini quyết định cho Boca Juniors mượn anh 5 tháng, bắt đầu từ tháng 2 năm 2007. Ngay khi trở về, anh đã trở thành nhân tố không thể thiếu của đội khi chinh phục Copa Libertadores 2007, ghi bàn vào lưới Atletic Velez ở vòng 16, Libertad ở tứ kết, Cucuta Deportivo ở bán kết, trong danh sách đội chính ở chung kết. Trong trận chung kết, Riquelme ghi 1 bàn ở hiệp đầu, sau đó thêm 2 bàn ở hiệp 2, đưa Boca juniors đăng quang Copa Libertadores. Anh cũng đoạt giải cầu thủ hay nhất trận.
Tháng 8 năm 2007, giới thông tấn cho rằng Boca đã từ bỏ cuộc đua lấy hẳn chữ ký của Riquelme. Chủ tịch tuyển Argentina tự tin phát biểu rằng Riquelme sẽ trở lại trong 10 ngày. Cũng khi đó, 

## Bàn thắng quốc tế
| #   | Ngày              | Địa điểm                                        | Đối thủ   | Bàn thắng | Kết quả | Giải đấu                        |
| --- | ----------------- | ----------------------------------------------- | --------- | --------- | ------- | ------------------------------- |
| 1.  | 30 tháng 4, 2003  | Sân vận động 11 tháng 6, Tripoli, Libya         | Libya     | 2–1       | 3–1     | Giao hữu                        |
| 2.  | 17 tháng 11, 2004 | El Monumental, Buenos Aires, Argentina          | Venezuela | 2–1       | 3–2     | Vòng loại World Cup 2006        |
| 3.  | 8 tháng 6, 2005   | El Monumental, Buenos Aires, Argentina          | Brasil    | 2–0       | 3–1     | Vòng loại World Cup 2006        |
| 4.  | 15 tháng 6, 2005  | Stadium Cologne, Cologne, Đức                   | Tunisia   | 1–0       | 2–1     | Cúp Liên đoàn các châu lục 2015 |
| 5.  | 18 tháng 6, 2005  | EasyCredit-Stadion, Nuremberg, Đức              | Úc        | 2–0       | 4–2     | Cúp Liên đoàn các châu lục 2015 |
| 6.  | 21 tháng 6, 2005  | EasyCredit-Stadion, Nuremberg, Đức              | Đức       | 1–1       | 2–2     | Cúp Liên đoàn các châu lục 2015 |
| 7.  | 9 tháng 10, 2005  | El Monumental, Buenos Aires, Argentina          | Perú      | 1–0       | 2–0     | Vòng loại World Cup 2006        |
| 8.  | 16 tháng 11, 2005 | Jassim Bin Hamad Stadium, Doha, Qatar           | Qatar     | 1–0       | 3–0     | Giao hữu                        |
| 9.  | 2 tháng 7, 2007   | José Pachencho Romero, Maracaibo, Venezuela     | Colombia  | 2–1       | 4–2     | Copa América 2007               |
| 10. | 2 tháng 7, 2007   | José Pachencho Romero, Maracaibo, Venezuela     | Colombia  | 3–1       | 4–2     | Copa América 2007               |
| 11. | 8 tháng 7, 2007   | Estadio Metropolitano, Barquisimeto, Venezuela  | Perú      | 1–0       | 4–0     | Copa América 2007               |
| 12. | 8 tháng 7, 2007   | Estadio Metropolitano, Barquisimeto, Venezuela  | Perú      | 4–0       | 4–0     | Copa América 2007               |
| 13. | 11 tháng 7, 2007  | Polideportivo Cachamay, Puerto Ordaz, Venezuela | México    | 3–0       | 3–0     | Copa América 2007               |
| 14. | 13 tháng 10, 2007 | El Monumental, Buenos Aires, Argentina          | Chile     | 1–0       | 2–0     | Vòng loại World Cup 2010        |
| 15. | 13 tháng 10, 2007 | El Monumental, Buenos Aires, Argentina          | Chile     | 2–0       | 2–0     | Vòng loại World Cup 2010        |
| 16. | 17 tháng 11, 2007 | El Monumental, Buenos Aires, Argentina          | Bolivia   | 2–0       | 3–0     | Vòng loại World Cup 2010        |
| 17. | 17 tháng 11, 2007 | El Monumental, Buenos Aires, Argentina          | Bolivia   | 3–0       | 3–0     | Vòng loại World Cup 2010        |